# Aglais costajuncta
Aglais costajuncta är en fjärilsart som beskrevs av Barend J. Lempke 1956. Aglais costajuncta ingår i släktet Aglais och familjen praktfjärilar. Inga underarter finns listade i Catalogue of Life.